# Maria Anna Vittoria di Braganza
Maria Anna Vittoria di Braganza (nome completo: Mariana Vitória Josefa Francisca Xavier de Paula Antonieta Joana Domingas Gabriela de Bragança; Queluz, 15 dicembre 1768 – San Lorenzo de El Escorial, 2 novembre 1788) è stata una principessa portoghese, figlia primogenita di Maria I di Portogallo e di suo marito Pietro III.

## Biografia
Sposò Gabriele di Borbone-Spagna, infante di Spagna, figlio del re Carlo III di Spagna e di Maria Amalia di Sassonia.
Dopo la prematura morte di Maria Anna Vittoria, avvenuta nel 1788 a Madrid a causa del vaiolo, il figlio superstite, Pietro Carlo di Borbone-Spagna venne riconosciuto come infante del Portogallo da Maria I, e come infante di Spagna da Carlo III. Lo stesso avvenne per suo nipote, Sebastiano di Borbone-Spagna; sono gli unici due casi documentati nella storia in cui il titolo è stato comune in tutta la penisola Iberica.

## Discendenza
Gabriele e Maria Anna Vittoria ebbero tre figli:
- Pietro Carlo (18 giugno 1786 - 4 luglio 1812), sposato con Maria Teresa di Braganza, principessa di Beira, e padre di Sebastiano di Borbone-Spagna;
- Maria Carlotta (4 novembre - 11 novembre 1787);
- Carlo Giuseppe Antonio (28 ottobre - 9 novembre 1788).

## Ascendenza
|                                                 |                           |                                    | Genitori                            |  |  | Nonni |  |  | Bisnonni                 |  |  | Trisnonni                  |  |
|                                                 |                           |                                    |                                     |  |  |       |  |  | Pietro II del Portogallo |  |  | Giovanni IV del Portogallo |  |
|                                                 |                           |                                    |                                     |  |  |       |  |  | Pietro II del Portogallo |  |  | Giovanni IV del Portogallo |  |
|                                                 |                           | Luisa di Guzmán                    |                                     |  |  |       |  |  | Pietro II del Portogallo |  |  |                            |  |
| Giovanni V del Portogallo                       |                           |                                    |                                     |  |  |       |  |  | Pietro II del Portogallo |  |  |                            |  |
|                                                 |                           | Maria Sofia del Palatinato-Neuburg | Filippo Guglielmo del Palatinato    |  |  |       |  |  |                          |  |  |                            |  |
|                                                 |                           | Maria Sofia del Palatinato-Neuburg | Filippo Guglielmo del Palatinato    |  |  |       |  |  |                          |  |  |                            |  |
|                                                 |                           | Maria Sofia del Palatinato-Neuburg | Elisabetta Amalia d'Assia-Darmstadt |  |  |       |  |  |                          |  |  |                            |  |
| Pietro III del Portogallo                       |                           | Maria Sofia del Palatinato-Neuburg |                                     |  |  |       |  |  |                          |  |  |                            |  |
|                                                 |                           | Leopoldo I d'Asburgo               | Ferdinando III d'Asburgo            |  |  |       |  |  |                          |  |  |                            |  |
|                                                 |                           | Leopoldo I d'Asburgo               | Ferdinando III d'Asburgo            |  |  |       |  |  |                          |  |  |                            |  |
|                                                 |                           | Leopoldo I d'Asburgo               | Maria Anna d'Asburgo                |  |  |       |  |  |                          |  |  |                            |  |
| Maria Anna d'Asburgo                            |                           | Leopoldo I d'Asburgo               |                                     |  |  |       |  |  |                          |  |  |                            |  |
|                                                 |                           | Eleonora del Palatinato-Neuburg    | Filippo Guglielmo del Palatinato    |  |  |       |  |  |                          |  |  |                            |  |
|                                                 |                           | Eleonora del Palatinato-Neuburg    | Filippo Guglielmo del Palatinato    |  |  |       |  |  |                          |  |  |                            |  |
|                                                 |                           | Eleonora del Palatinato-Neuburg    | Elisabetta Amalia d'Assia-Darmstadt |  |  |       |  |  |                          |  |  |                            |  |
| Infanta Doña Maria Anna Vittoria del Portogallo |                           | Eleonora del Palatinato-Neuburg    |                                     |  |  |       |  |  |                          |  |  |                            |  |
|                                                 | Giovanni V del Portogallo | Pietro II del Portogallo           |                                     |  |  |       |  |  |                          |  |  |                            |  |
|                                                 | Giovanni V del Portogallo | Pietro II del Portogallo           |                                     |  |  |       |  |  |                          |  |  |                            |  |
|                                                 | Giovanni V del Portogallo | Maria Sofia del Palatinato-Neuburg |                                     |  |  |       |  |  |                          |  |  |                            |  |
| Giuseppe I del Portogallo                       | Giovanni V del Portogallo |                                    |                                     |  |  |       |  |  |                          |  |  |                            |  |
|                                                 |                           | Maria Anna d'Asburgo               | Leopoldo I d'Asburgo                |  |  |       |  |  |                          |  |  |                            |  |
|                                                 |                           | Maria Anna d'Asburgo               | Leopoldo I d'Asburgo                |  |  |       |  |  |                          |  |  |                            |  |
|                                                 |                           | Maria Anna d'Asburgo               | Eleonora del Palatinato-Neuburg     |  |  |       |  |  |                          |  |  |                            |  |
| Maria I del Portogallo                          |                           | Maria Anna d'Asburgo               |                                     |  |  |       |  |  |                          |  |  |                            |  |
|                                                 |                           | Filippo V di Spagna                | Luigi, il Gran Delfino              |  |  |       |  |  |                          |  |  |                            |  |
|                                                 |                           | Filippo V di Spagna                | Luigi, il Gran Delfino              |  |  |       |  |  |                          |  |  |                            |  |
|                                                 |                           | Filippo V di Spagna                | Maria Anna Vittoria di Baviera      |  |  |       |  |  |                          |  |  |                            |  |
| Marianna Vittoria di Borbone-Spagna             |                           | Filippo V di Spagna                |                                     |  |  |       |  |  |                          |  |  |                            |  |
|                                                 |                           | Elisabetta Farnese                 | Odoardo II Farnese                  |  |  |       |  |  |                          |  |  |                            |  |
|                                                 |                           | Elisabetta Farnese                 | Odoardo II Farnese                  |  |  |       |  |  |                          |  |  |                            |  |
|                                                 |                           | Elisabetta Farnese                 | Dorotea Sofia di Neuburg            |  |  |       |  |  |                          |  |  |                            |  |
|                                                 |                           | Elisabetta Farnese                 |                                     |  |  |       |  |  |                          |  |  |                            |  |